# Grand Prix de Paris (Radsport)

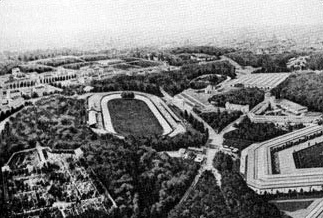
Das Velodrom von Vincennes war über 100 Jahre lang Austragungsort des „Grand Prix de Paris“.

Letzter Sprint vom Grand Prix 1897: Ludovic Morin, Paul Bourillon und Paul Masson (genannt Paul Nossam)

Der Grand Prix de Paris war ein Bahnradsport-Wettbewerb im Sprint. Das Rennen wurde von 1894 bis 1993 auf der 500 Meter langen Bahn des Vélodrome de Vincennes ausgetragen, Vélodrome municipal de Vincennes (genannt „La Cipale“), ausgetragen und galt als Klassiker sowie wichtigster Sprintwettbewerb nach der Weltmeisterschaft. Seit 1984 trägt die Radrennbahn den Namen des französischen Radrennfahrers Jacques Anquetil.

## Palmarès

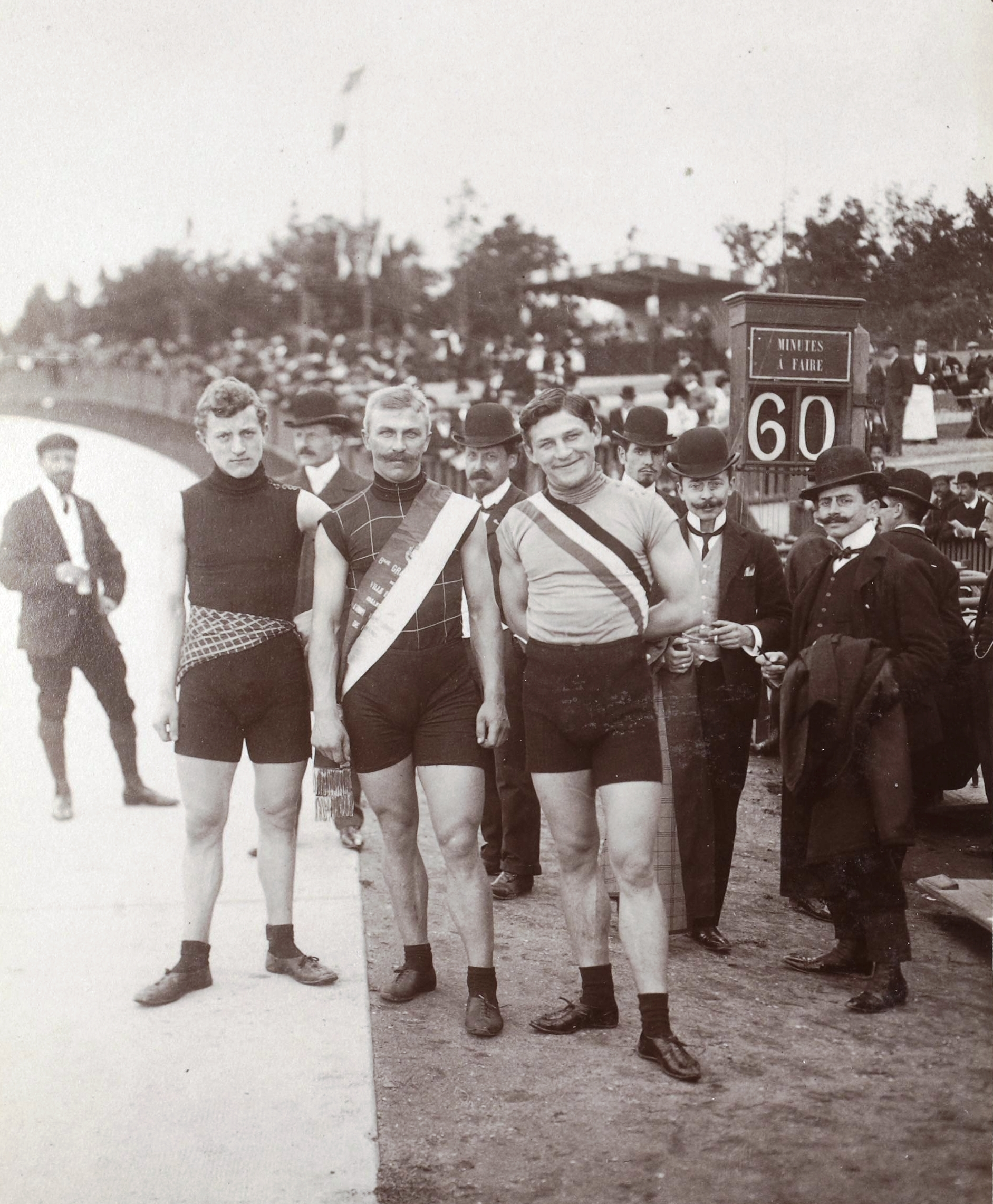
Die ersten drei des Jahres 1901 (v. l. n. r.): Walter Rütt, Thorvald Ellegaard und Willy Arend

Die Sieger von 1904: Henry Mayer (r.) und Arthur L. Reed

| Jahr | Männer (Profis)           | Männer (Amateure)    | Frauen                   |
| ---- | ------------------------- | -------------------- | ------------------------ |
| 1894 | George A. Banker          | —                    | —                        |
| 1895 | Ludovic Morin             | —                    | —                        |
| 1896 | Ludovic Morin             | —                    | —                        |
| 1897 | Ludovic Morin             | —                    | —                        |
| 1898 | Paul Bourillon            | —                    | —                        |
| 1899 | Gian Ferdinando Tomaselli | Lucien Grognet       | —                        |
| 1900 | Edmond Jacquelin          | Albert Taillandier   | —                        |
| 1901 | Thorvald Ellegaard        | Charles Piard        | —                        |
| 1902 | Harrie Meyers             | Charles Piard        | —                        |
| 1903 | Harrie Meyers             | Agostino Granaglia   | —                        |
| 1904 | Henry Mayer               | Arthur L. Reed       | —                        |
| 1905 | Émile Friol               | Jimmy S. Benyon      | —                        |
| 1906 | Frank Kramer              | Francesco Verri      | —                        |
| 1907 | Émile Friol               | André Auffray        | —                        |
| 1908 | Julien Pouchois           | Émile Demangel       | —                        |
| 1909 | Émile Friol               | Maurice Schilles     | —                        |
| 1910 | Émile Friol               | William Bailey       | —                        |
| 1911 | Thorvald Ellegaard        | William Bailey       | —                        |
| 1912 | Léon Hourlier             | William Bailey       | —                        |
| 1913 | Walter Rütt               | William Bailey       | —                        |
| 1914 | Léon Hourlier             | Henri Bellivier      | —                        |
| 1920 | Robert Spears             | Maurice Peeters      | —                        |
| 1921 | Robert Spears             | Henri Bellivier      | —                        |
| 1922 | Robert Spears             | Lucien Michard       | —                        |
| 1923 | Ernst Kaufmann            | Jean Cugnot          | —                        |
| 1924 | Maurice Schilles          | Lucien Michard       | —                        |
| 1925 | Maurice Schilles          | Lucien Revelly       | —                        |
| 1926 | Lucien Faucheux           | Mathias Engel        | —                        |
| 1927 | Ernst Kaufmann            | Mathias Engel        | —                        |
| 1928 | Lucien Faucheux           | Roger Beaufrand      | —                        |
| 1929 | Lucien Faucheux           | Sydney Cozens        | —                        |
| 1930 | Lucien Michard            | Sydney Cozens        | —                        |
| 1931 | Lucien Michard            | Sydney Cozens        | —                        |
| 1932 | Jef Scherens              | Albert Richter       | —                        |
| 1933 | Jef Scherens              | Marcel Jézo          | —                        |
| 1934 | Albert Richter            | Toni Merkens         | —                        |
| 1935 | Lucien Michard            | Toni Merkens         | —                        |
| 1936 | Lucien Michard            | Jacques Avram        | —                        |
| 1937 | Jef Scherens              | Benedetto Pola       | —                        |
| 1938 | Albert Richter            | Guy Renaudin         | —                        |
| 1939 | Louis Gérardin            | Jan Derksen          | —                        |
| 1941 | Louis Gérardin            | —                    | —                        |
| 1942 | Arie van Vliet            | —                    | —                        |
| 1943 | Louis Gérardin            | Marcel Etienne       | —                        |
| 1944 | Georges Senfftleben       | Jacques Lohmuller    | —                        |
| 1945 | Marc Cautenet             | Marcel Etienne       | —                        |
| 1946 | Arie van Vliet            | Reg Harris           | —                        |
| 1947 | Arie van Vliet            | René Faye            | —                        |
| 1948 | Arie van Vliet            | Émile Lognay         | —                        |
| 1949 | Arie van Vliet            | Émile Lognay         | —                        |
| 1950 | Jan Derksen               | Maurice Verdeun      | —                        |
| 1951 | Reg Harris                | Enzo Sacchi          | —                        |
| 1952 | Russell Mockridge         | Russell Mockridge    | —                        |
| 1953 | Oscar Plattner            | Russell Mockridge    | —                        |
| 1954 | Enzo Sacchi               | Cyril Peacock        | —                        |
| 1955 | —                         | John Tresidder       | —                        |
| 1956 | Reg Harris                | Michel Rousseau      | —                        |
| 1957 | Jos De Bakker             | Guglielmo Pesenti    | —                        |
| 1958 | Jan Derksen               | Valentino Gasparella | —                        |
| 1959 | Enzo Sacchi               | Valentino Gasparella | —                        |
| 1960 | Antonio Maspes            | Sante Gaiardoni      | —                        |
| 1961 | Antonio Maspes            | Giuseppe Beghetto    | —                        |
| 1962 | Antonio Maspes            | André Gruchet        | —                        |
| 1963 | Antonio Maspes            | Pierre Trentin       | —                        |
| 1964 | Antonio Maspes            | Pierre Trentin       | —                        |
| 1965 | Daniel Morelon            | Pierre Trentin       | —                        |
| 1966 | —                         | Angelo Bruno         | —                        |
| 1967 | Daniel Morelon            | Pierre Trentin       | —                        |
| 1968 | Giuseppe Beghetto         | Giuseppe Beghetto    | —                        |
| 1969 | Pierre Trentin            | Pierre Trentin       | —                        |
| 1970 | —                         | Daniel Morelon       | —                        |
| 1971 | —                         | Daniel Morelon       | —                        |
| 1974 | —                         | Pierre Trentin       | —                        |
| 1975 | Giorgio Rossi             | —                    | —                        |
| 1976 | Alex Pontet               | —                    | —                        |
| 1977 | Daniel Morelon            | —                    | —                        |
| 1978 | Lutz Heßlich              | —                    | —                        |
| 1979 | Lutz Heßlich              | —                    | —                        |
| 1980 | Yvon Cloarec              | —                    | —                        |
| 1981 | Sergei Kopylow            | —                    | —                        |
| 1982 | Michael Hübner            | —                    | Isabelle Gautheron       |
| 1983 | Lutz Heßlich              | —                    | Claudia Lommatzsch       |
| 1984 | Sergei Kopylow            | —                    | Sandrine Lestrade        |
| 1985 | Lutz Heßlich              | —                    | Isabelle Gautheron       |
| 1986 | Bill Huck                 | —                    | Isabelle Nicoloso        |
| 1987 | Lutz Heßlich              | —                    | Natalia Kruschelnitskaya |
| 1988 | Lutz Heßlich              | —                    | Erika Salumäe            |
| 1989 | Michael Hübner            | —                    | Galina Zarjowa           |
| 1990 | Michael Hübner            | —                    | Annett Neumann           |
| 1991 | Bill Huck                 | —                    | Félicia Ballanger        |
| 1993 | Michael Hübner            | —                    | Tanya Dubnicoff          |

Anmerkungen zur Tabelle:
1. In nicht aufgeführten Jahrgängen wurde der Grand Prix nicht durchgeführt.
2. Von 1894 bis 1939, von 1965 bis 1967, von 1969 bis 1971 und von 1975 bis 1993 waren die Profirennen der Männer auch für die Amateure geöffnet bzw. wurden die Rennen nur in einer Klasse durchgeführt.